# ZEVS
ZEVS ist ein SLF-Sender der russischen Marine in der Nähe von Murmansk zur Alarmierung tief getauchter U-Boote.
ZEVS erreicht, da er auf einer extrem niedrigen Frequenz von 82 Hertz arbeitet, zwar nur äußerst geringe Signaldatenraten, doch mit rund 3700 km Wellenlänge dringen seine Signale tiefstmöglich – bis zu 300 m – in Wasser ein. U-Boote tauchen in diese Tiefe, um sich gegenüber Aufklärung durch verschiedene Methoden zu „verstecken“. Der Frequenzhub zur Signalübertragung liegt mit maximal etwas mehr als 2 Hz auch in einem sehr niederen Bereich.
Als Sendeantenne verwendet ZEVS einen Bodendipol, der etwa 60 Kilometer lang ist.